# Estación Siilitie

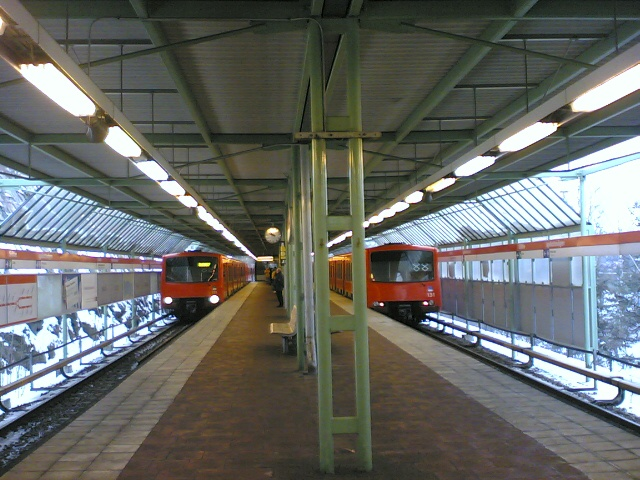
Estación Siilitie.

La Estación Siilitie (en finés Siilitien metroasema; en sueco Metrostationen Igelkottsvägen) es una estación del Metro de Helsinki. Sirve a parte del distrito de Herttoniemi, en el este de Helsinki.
La estación fue una de las primeras en abrir en el sistema, fue inaugurada el 1º de junio de 1982. Fue diseñada por Jaakko Ylinen y Jarmo Maunula. Se encuentra a aproximadamente 1,367 km de la Estación Herttoniemi, y a 2,064 km de la Estación Itäkeskus.